# Eduard-Kahl-Bad
Das Eduard-Kahl-Bad ist ein Hallenbad in Metzingen, das von den Stadtwerken Metzingen betrieben wird. Der Bau entstand nach einem Entwurf des Architekturbüros Dolmetsch + Haug in den Jahren 1972–74 und wurde 1975 mit dem Ruhrgas Architekturpreis ausgezeichnet.

## Beschreibung

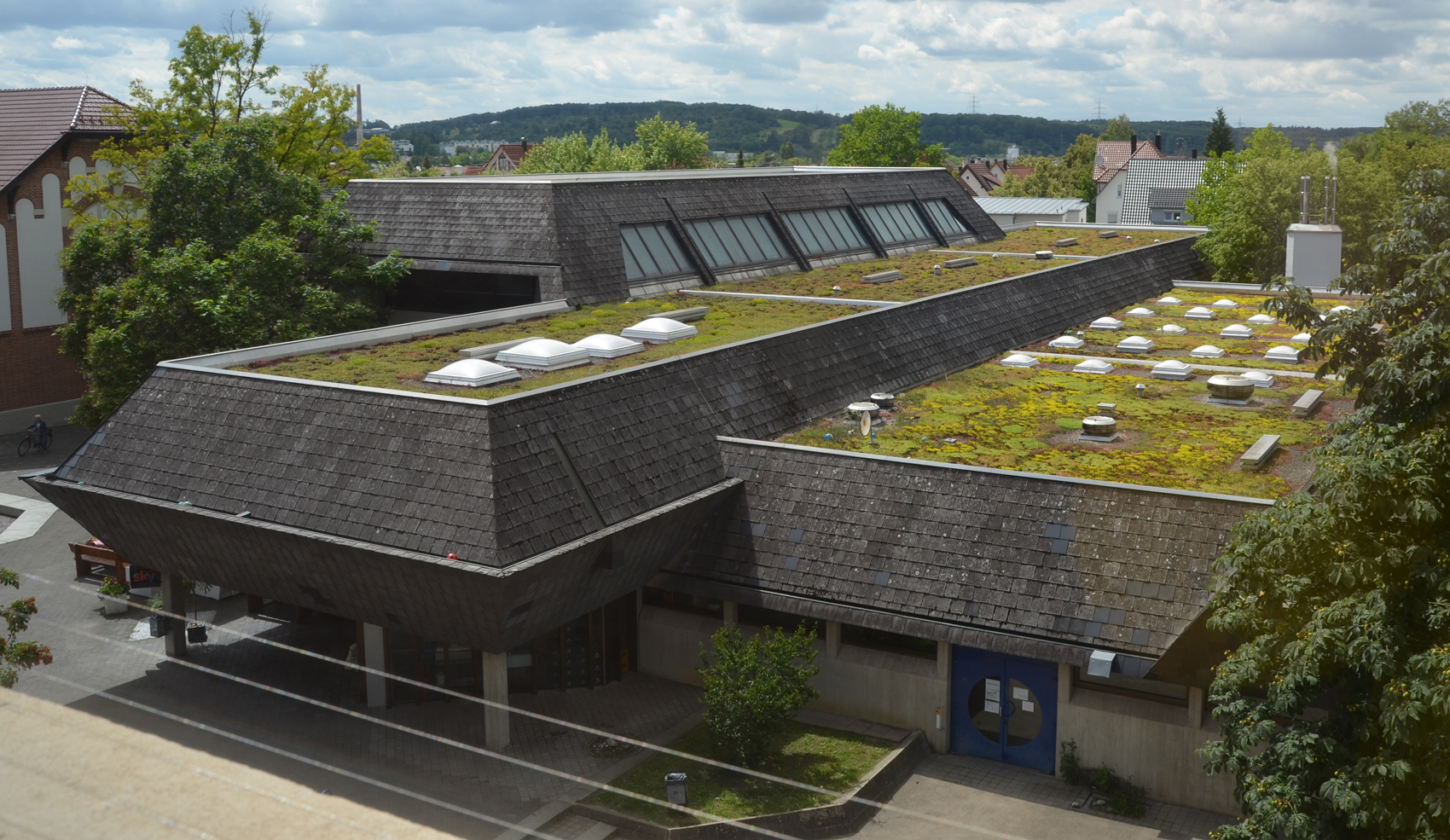
Baukomplex Hallenbad und Sporthalle in Metzingen, Ansicht der Dächer von Nordosten.

Das Hallenbad Metzingen liegt zentral am Konrad-Adenauer-Platz, in unmittelbarer Nähe der Alten Turnhalle, der Sieben-Keltern-Schule und der Stadthalle. Der Baukomplex besteht aus einem Hallenbad und einer Sporthalle, wegen der eng anschließenden Bebauung und Verkehrsführung wurde auf die Zuordnung eines Freibereichs verzichtet.
Das Gebäude ist behindertengerecht gebaut, so dass der Zugang zu den Umkleidekabinen, Duschen und in die Schwimmhalle kein Problem für Rollstuhlfahrer darstellt, und verfügt über zwei Becken. Das größere (25,0 × 12,5 m) wird als Schwimmbecken, das kleinere (12,5 × 8,0 m) als Lehrschwimmbecken bezeichnet.

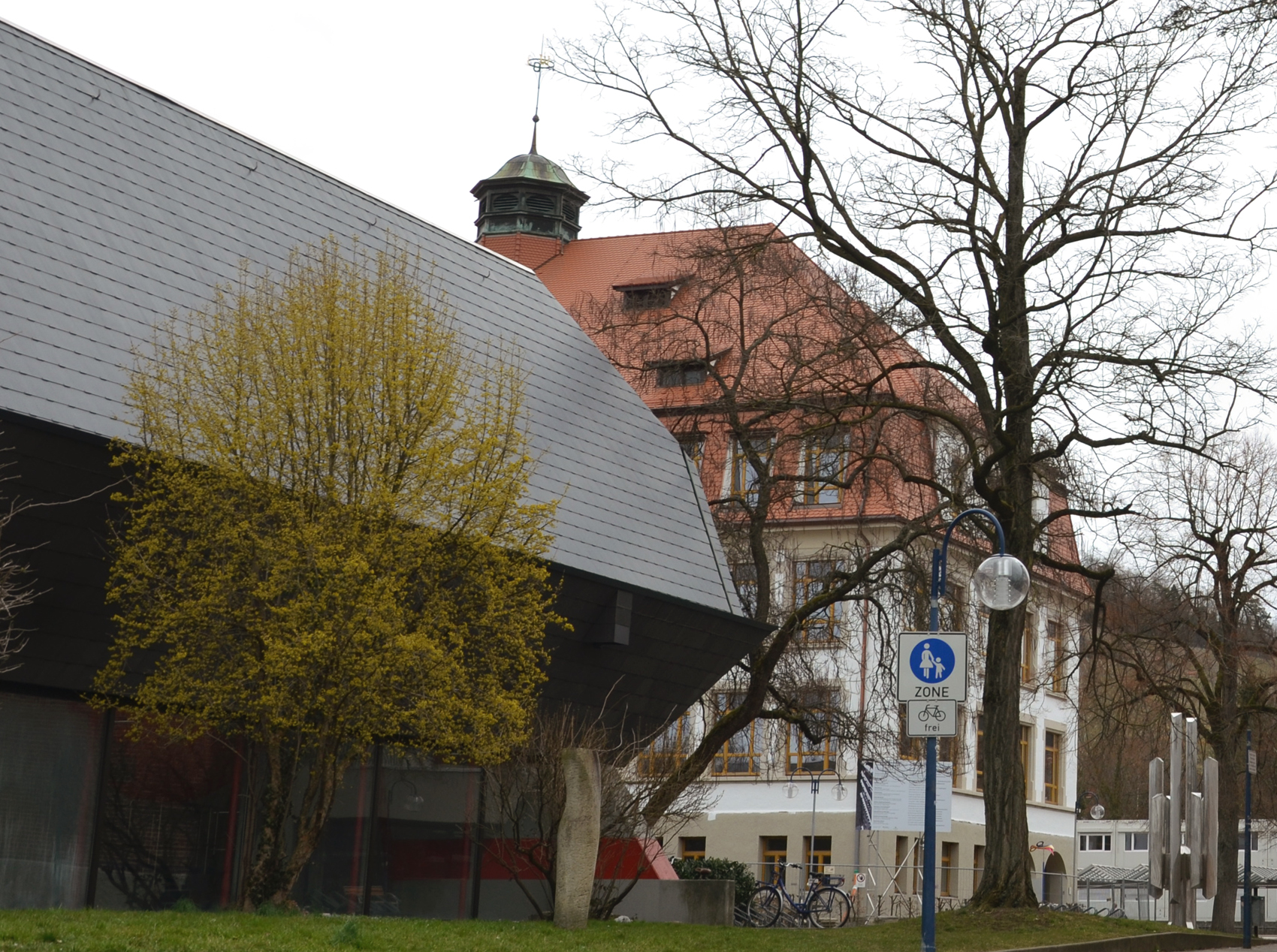
Südseite des Eduard-Kahl-Bads in Metzingen (Württ.).

Die Anlage wird durch ihre Sichtbetonoptik und die Tagesbelichtung geprägt, von Norden durch Oberlicht und von Osten und Westen durch Seitenlichter. Niedrige Fenster nach Süden schaffen die Sichtverbindung zum Außenbereich, ein Sonnenschutz ist nicht notwendig. Die Tragkonstruktion des Daches besteht aus einem Raumfachwerk, einer sog. Mero-Konstruktion. Die Rundrohrstäbe aus Stahl sind über kugelförmige Knoten miteinander verbunden. Die Stäbe sind mit roter Farbe beschichtet.
Geplant wurde das Bauwerk von Juli 1970 bis Juli 1971, gebaut von April 1972 bis August 1974 und im Herbst 1974 dann in Betrieb genommen. 1975 wurde es für den Ruhrgas Architekturpreis vorgeschlagen, insgesamt beteiligten sich in diesem Jahr 151 Architekten bzw. Architektengemeinschaften am Wettbewerb.
Nach der Entscheidung für die Anlage "Hallenbad und Sporthalle" des Architekturbüros Dolmetsch + Haug hielt der Vorsitzende der Jury, Prof. Dr.-Ing. Jürgen Joedicke, in der Stadthalle Metzingen eine Laudatio, in welcher er folgende Beurteilung abgab:

„Die Anlage kann als eine beispielhafte Lösung für die Bauten der kommunalen Infrastruktur gelten. Für die im Grunde alltägliche Aufgabenstellung wurde eine in funktioneller, wirtschaftlicher und gestalterischer Hinsicht gleichermaßen überzeugende Baugruppe gefunden. Mit der Anlage wird ein wichtiger Beitrag zur städtebaulichen Verbesserung im Zentrum der Stadt Metzingen geleistet.“

Das Hallenbad wurde 1985 nach dem zur Bauzeit amtierenden Bürgermeister Eduard-Kahl-Bad benannt.
Nach Jahrzehnten intensiver Nutzung sind Instandhaltungsmaßnahmen dringend notwendig. Jedoch waren sich Gemeinderat und Stadtverwaltung Metzingens einig, zuerst grundsätzlich über die Zukunft der Metzinger Bäder zu diskutieren, was 2018 ausführlich geschah. Bisher sind das Freibad und das Hallenbad an zwei unterschiedlichen Standorten angesiedelt. Im Mai entschied der Gemeinderat zugunsten eines außerhalb des Stadtzentrums neu zu bauenden Kombibads.
Ziffer 5 des Gemeinderatsbeschlusses "Standortentscheidung Bäder" vom 17. Mai 2018 lautet:

„5. Das Hallenbadgebäude soll möglichst erhalten werden. Die Verwaltung wird beauftragt, verschiedene Möglichkeiten der Weiternutzung des Hallenbadgebäudes unter Berücksichtigung der Hallenbadturnhalle zu entwickeln und zu prüfen. Hierbei sollte auch die Möglichkeit einer – zumindest teilweisen - Weiternutzung für das Schulschwimmen und für die Schwimmvereine geprüft werden. Die Verwaltung wird aufgefordert, in den Prüfauftrag über die verschiedenen Möglichkeiten einer Weiternutzung des Hallenbades als Lehrschwimmbecken für das Schulschwimmen und für die Vereine auch die Nutzungs-Kombination mit einem physiotherapeutischen Bäderangebot aufzunehmen und dazu für den Gemeinderat eine Beratungsvorlage zu erarbeiten.“

Dieser Beschluss wurde im November 2018 durch einen Bürgerentscheid bestätigt.
In welcher Weise das Bauwerk aus den 1970er Jahren weiter genutzt wird, ist bislang unklar.